# Альтеттінг
Альтеттінг (нім. Altötting) — місто в Німеччині, розташоване в землі Баварія. Підпорядковується адміністративному округу Верхня Баварія. Адміністративний центр району Альтеттінг.
Площа — 23,43 км2. Населення становить 12 977 ос. (станом на 31 грудня 2020).

## Персоналії
- Людовик IV Дитя (893—911) — король Східно-Франкського королівства з 21 січня 900, син імператора Арнульфа Каринтійського і Оди Франконської.